# جسر القصر
جسر القصر (بالروسية: Дворцо́вый мост) هو جسر قابل للحركة للمشاة والسيارات يقطع نهر نيفا في سانت بطرسبرغ بين ساحة القصر وجزيرة فاسيليفسكي. مثل الجسور الأخرى فوق نهر نيفا (باستثناء جسر أوبوكوفسكي الكبير)، فإنه يفتح طوال الليل ويجعل المشي بين أجزاء مختلفة من المدينة شبه مستحيل. تم بناؤه من قبل الشركة الفرنسية (Société de Construction des Batignolles) بين عامي 1912 و 1916.
يبلغ إجمالي طول الجسر 260.1 متر وعرض 27.8 متر. يتألف في الواقع من خمسة أجزاء، يتصل من أقصى الجنوب برصيف القصر بين قصر الشتاء والأميرالية، ويؤدي إلى ساحة القصر.

## التاريخ
بعد أن رفع القيصر نيكولاي الأول حظر بطرس الأكبر لبناء الجسور عبر نهر نيفا، تم إنشاء جسر عائم مؤقت على بعد حوالي 50 متراً من الهيكل الحالي.
في عام 1862 تعرض الطلاب المحتجين من أجل حكومة ليبرالية تقدمية دستورية للضرب من قبل الشرطة على جسر نيفا. عندما مرت الإمبراطورة ماريا فيودوروفنا بالجموع، فهتفوا «لقد كانوا مخلصين للغاية» فقالت: «لقد هتفوا لي. لماذا تسمحون للشرطة بمعاملتهم بهذه الوحشية؟»
بدأ بناء الجسر المصنوع من حديد الصب في عام 1912 من تصميم أندريا بشنيتسين، ولكن تأخر العمل بسبب الحرب العالمية الأولى ولم يفتح الجسر للجمهور حتى 23 ديسمبر 1916. كان التاريخ الذي أدى إلى بناء هذا الجسر طويلاً، حيث تم رفض 54 تصميماً مقترحاً بين عامي 1901 و 1911. كان التصميم خاضعاً لضوابط صارمة لمنع الجسر من إعاقة الرؤية من رصيف القصر باتجاه حجرة العجائب، الأكاديمية الإمبراطورية للفنون، وغيرها من الهياكل في جزيرة فاسيليفسكي.
خلال ثورة أكتوبر تم تحديد الجسر كأحد المواقع الرئيسية التي سيحتلها المتمردون من أجل السيطرة على المدينة، وتم الاستيلاء عليه دون أي قتال.
بعد عام من افتتاحه تمت إعادة تسمية الجسر باسم «الجسر الجمهوري» (بالروسية: Республика́нский мост)، ولكن تمت استعادة الاسم الأصلي في عام 1952. استمرت التحسينات المختلفة للهيكل بشكل جيد في العصر السوفيتي. في عام 1967 تم ترميم الجسر. تمت إزالة مسارات الترام في عام 1998.

## آلية العمل
يتكون كل جسر من محركات توفر 700 طن من الرفع، والتروس العملاقة (بعضها لا يزال أصلياً) وألف طن من الثقل الموازن. تعمل الآلية بشكل موثوق، ولكن وقعت حوادث صغيرة في بعض الأحيان. في أكتوبر 2002 انكسرت إحدى التروس؛ ونتيجة لذلك توقفت حركة المرور وتأخر مرور السفن.

## معرض صور

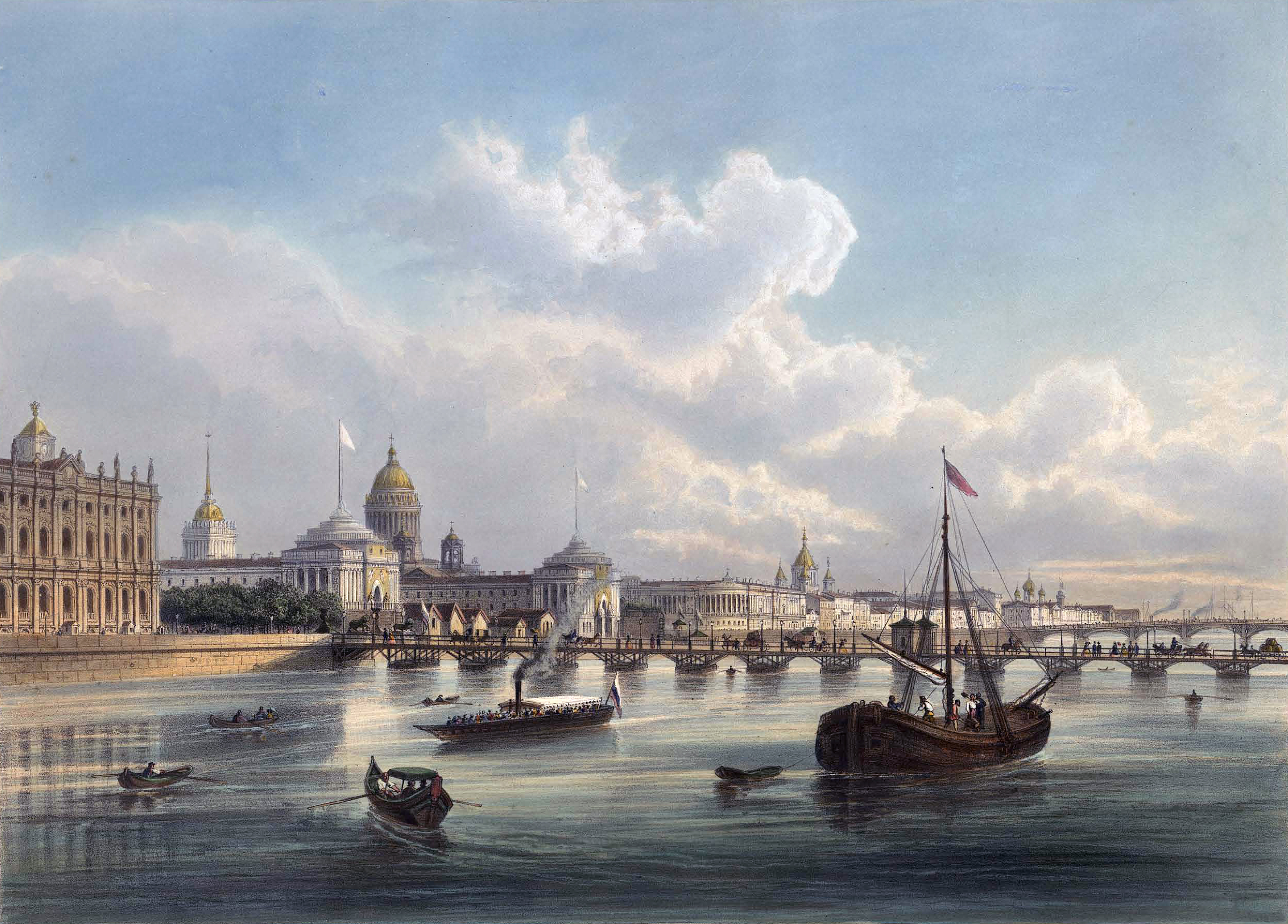
جسر القصر في القرن التاسع عشر
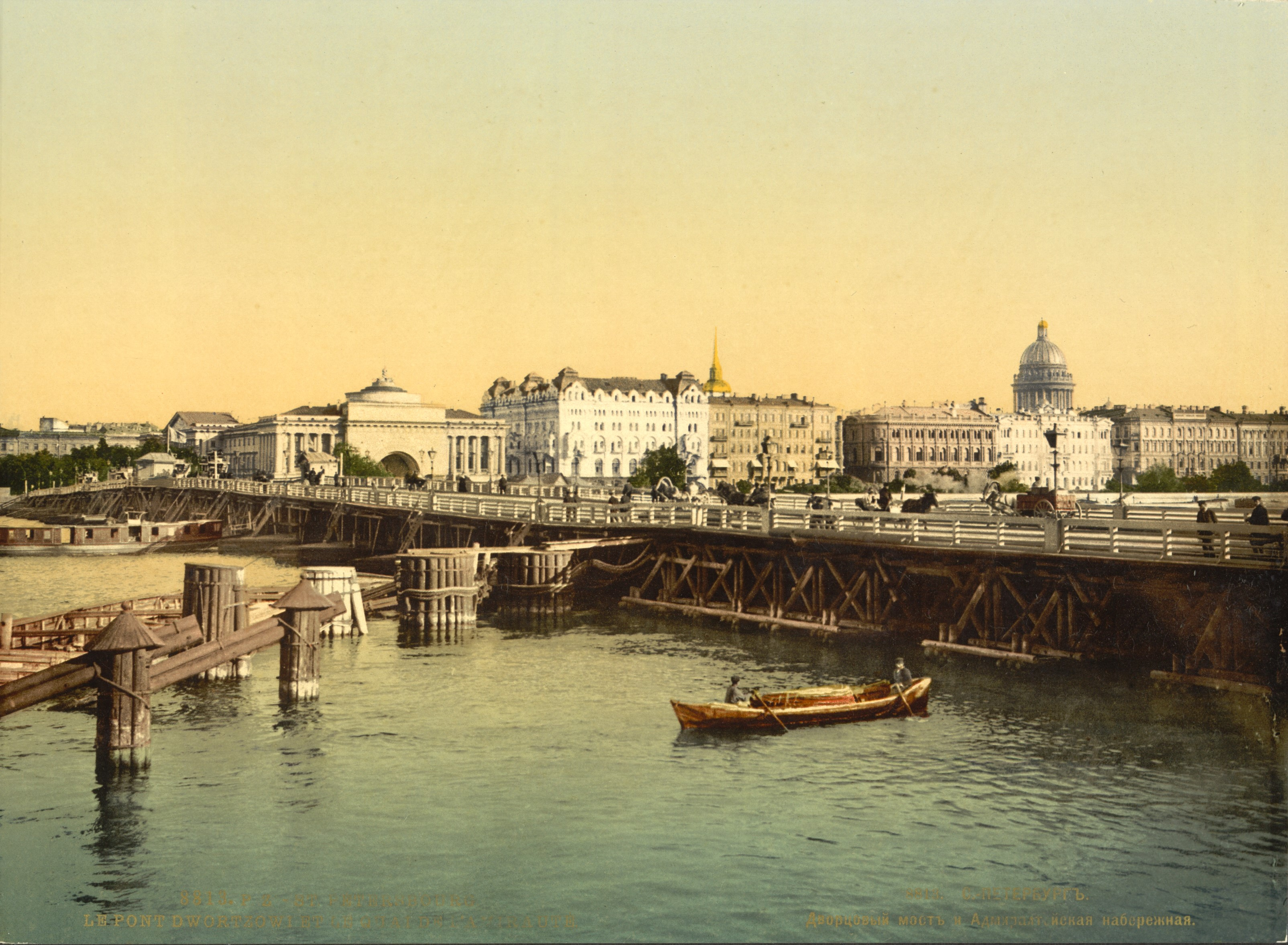
جسر القصر ورصيف رصيف الأميرالية 1890-1900
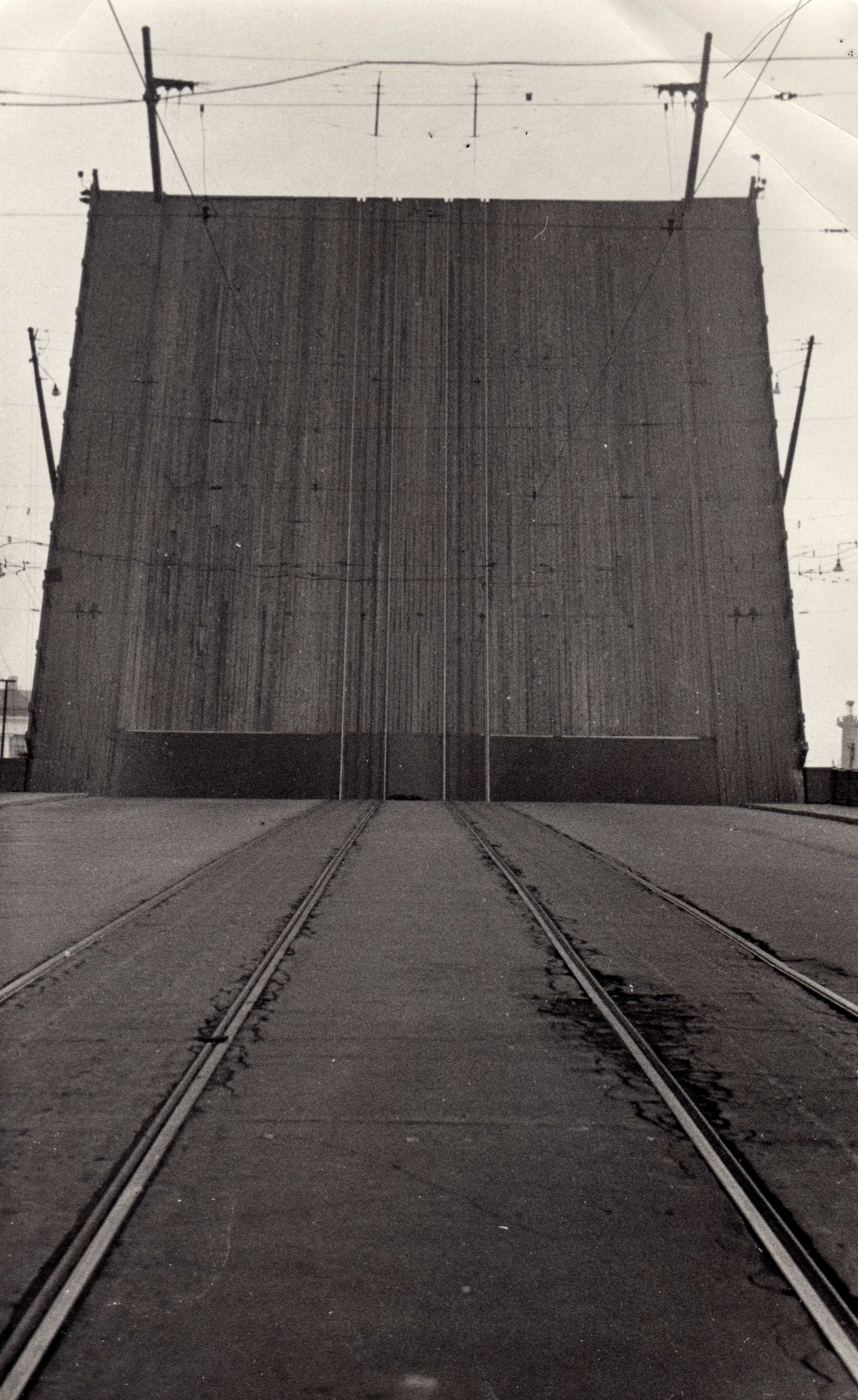
مسارات الترام (السبعينيات)
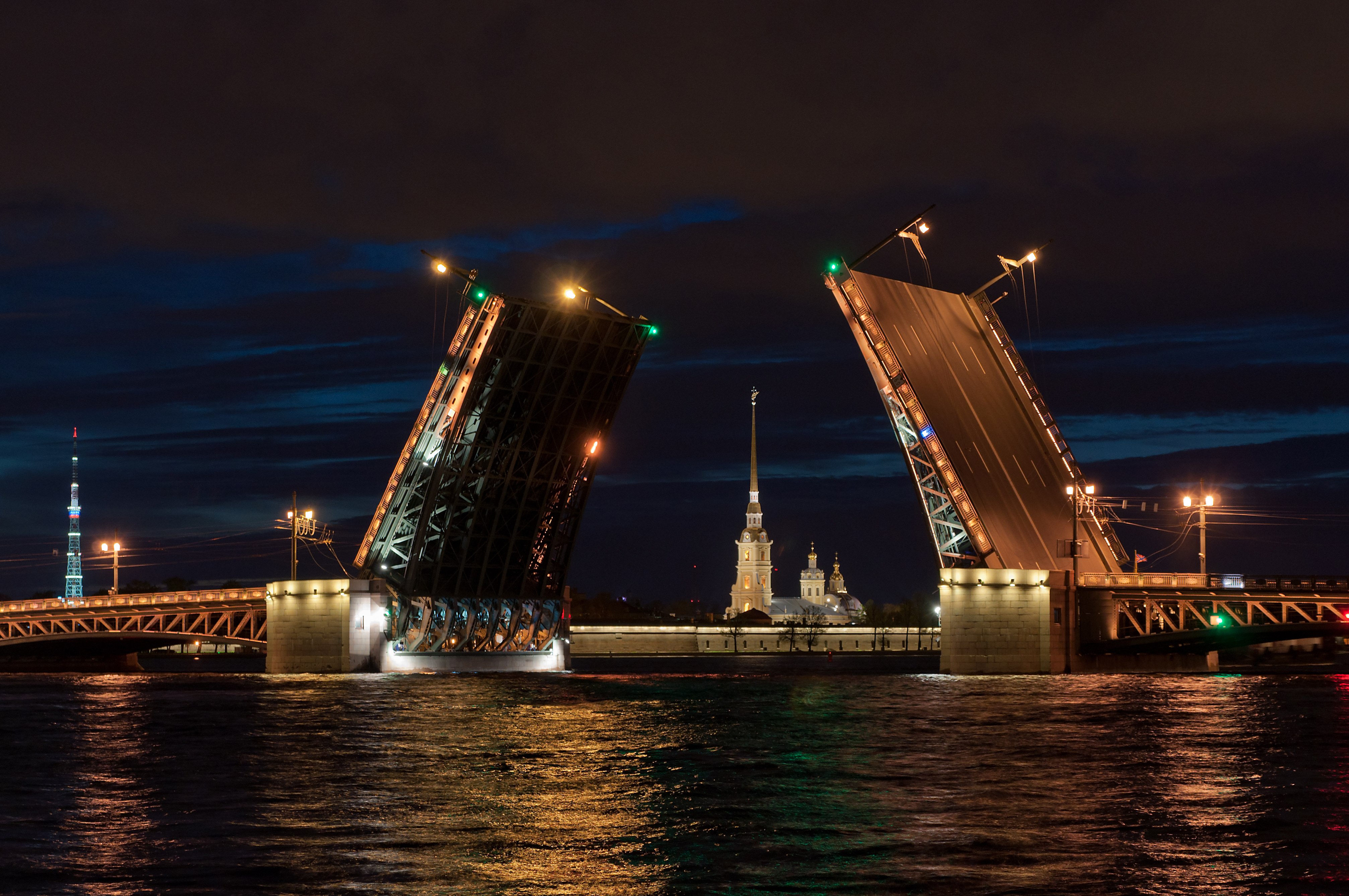
جسر القصر بعد إعادة الإعمار (2015)
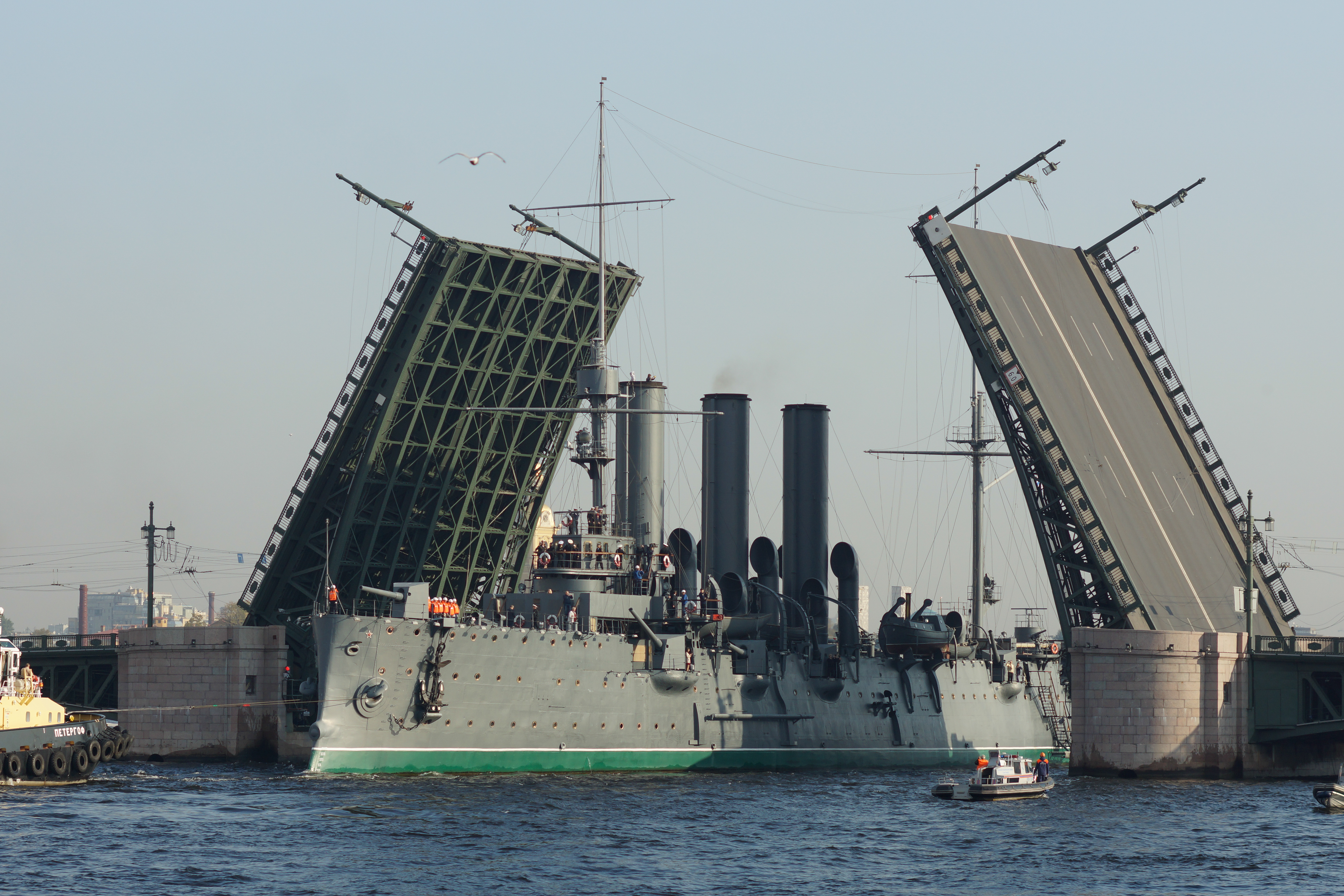
طراد أورورا يمر تحت جسر القصر المفتوح
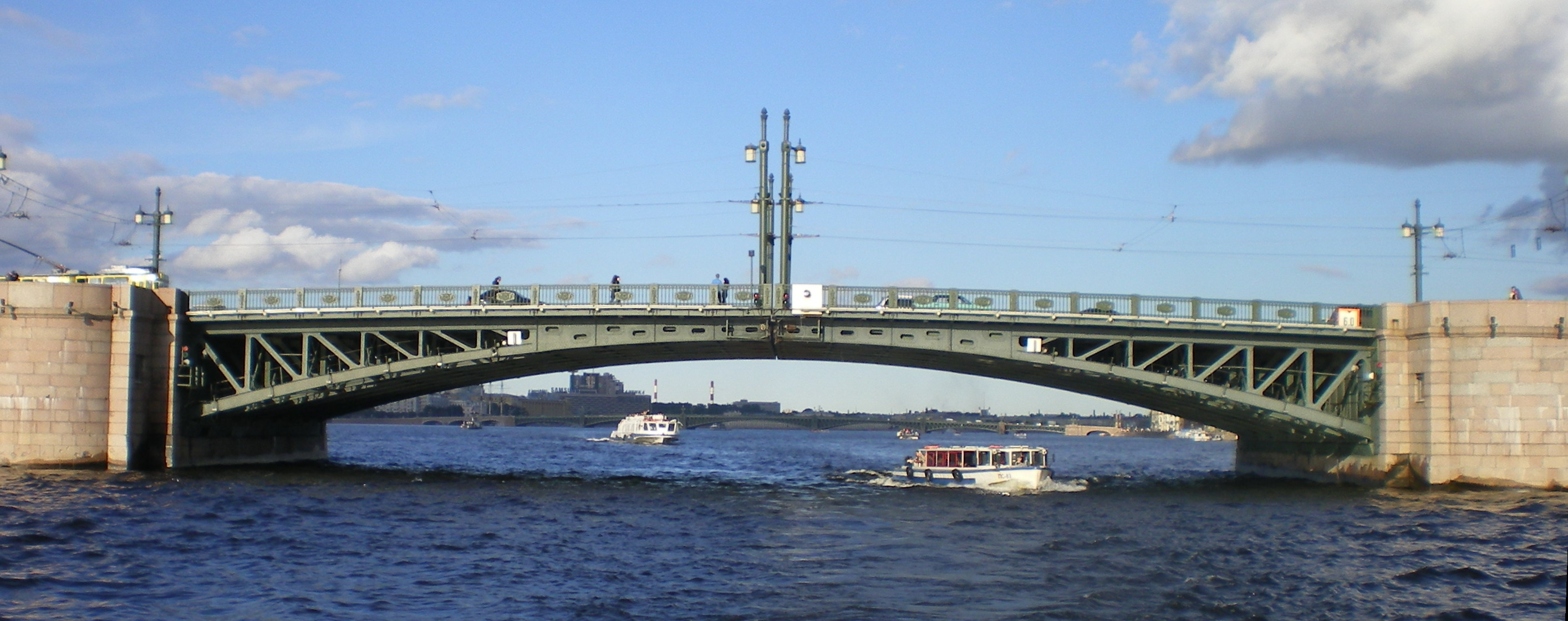
امتداد الجسر المتحرك لجسر القصر ، منظر من نهر نيفا
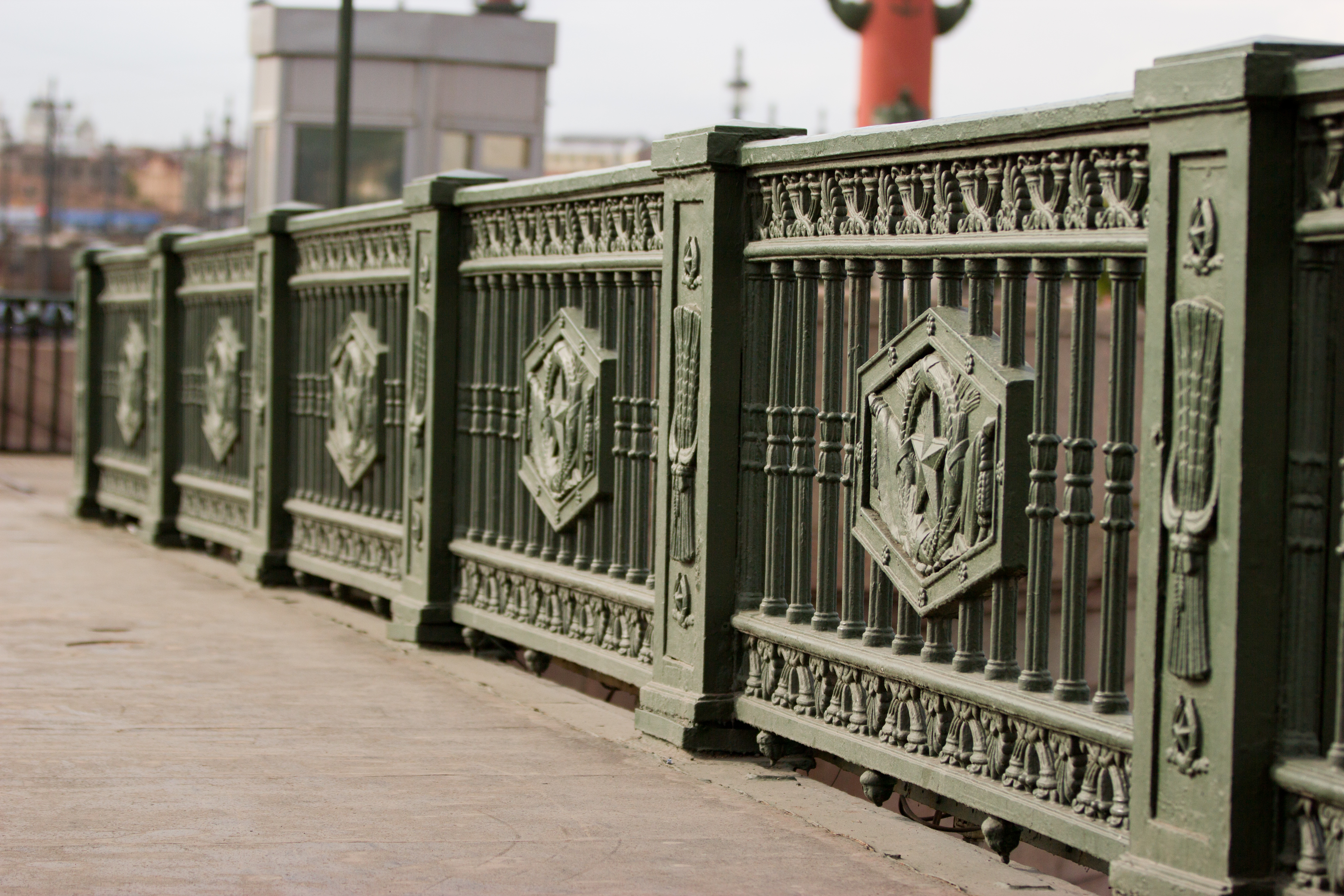
درابزين حديدي
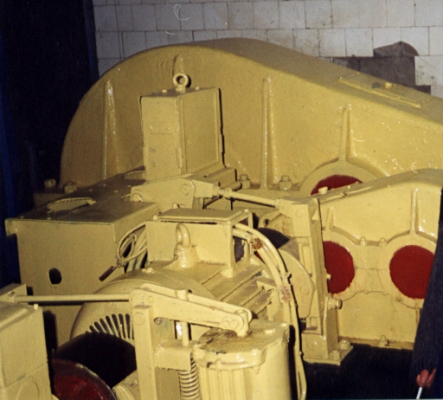
أحد المحركات المستخدمة لفتح الجسر

### بلغات أجنبية
1. 1 2 3   https://ru-monuments.toolforge.org/wikivoyage.php?id=7802129000. {{استشهاد ويب}}: |url= بحاجة لعنوان (مساعدة) والوسيط |title= غير موجود أو فارغ (من ويكي بيانات) (مساعدة)
2. 1 2  Jean-Rodolphe Perronet (2005). La construcción de puentes en el siglo XVIII (بالإسبانية). Archived from the original on 2018-04-25.
3. ↑  Peter Kropotkin (1901). "The Present Crisis in Russia". The North American Review (بالإنجليزية). Archived from the original on 2019-11-07. Retrieved 2021-09-20.
4. ↑  Trotsky, Leon (1934). History of the Russian Revolution (بالإنجليزية). لندن: The Camelot Press ltd. p. 1071. Archived from the original on 2021-09-20.
5. ↑  "Дворцовый мост" [Palace bridge]. krti.ru (بالروسية). Archived from the original on 2021-09-20. Retrieved 2021-09-20.
6. ↑  В Императорском Петроградском обществе архитекторов (بالروسية). 1915. Archived from the original on 2021-05-01.

## وصلات خارجية
- Palace Bridge WebCam
- Video "Saint Petersburg, Palace Bridge, aerial video 4k (Ultra HD)"